# Patong Girl
Patong Girl is een Duits-Thaise film uit 2014 geregisseerd door Susanna Salonen.

## Verhaal
Het Duitse gezin Schröder verblijft tijdens de kerstvakantie op het Thaise vakantie-eiland Phuket. Door een boekingsfout belanden ze de eerste dagen in een goedkoop hotel. In een smoezelige bar in Patong wordt de net volwassen Felix verliefd op de jonge Thaise vrouw Fai, afkomstig uit Isaan in het noordoosten van Thailand. Felix' oudere broer Tommy denkt, net als zijn ouders Annegret en Ulrich, dat Fai een prostituee is. Niemand kent echter het werkelijke geheim van Fai.
Aan het einde van de vakantie is er een droevig afscheid, maar Felix besluit zijn hart te volgen en langer te blijven. Felix rijdt met Fai naar Isaan, en zijn bezorgde moeder Annegret reist achter hem aan en gaat op zoek naar Felix. Tijdens de busrit toont Fai aan Felix haar identiteitskaart, waarop haar geslacht als 'mannelijk' staat aangegeven. Fai blijkt een katoey (transgender) te zijn. Terwijl Fai teruggaat naar haar ouderlijk huis, verblijft Felix in een hotel. Fai wil Felix voorstellen aan haar familie, maar doet dat niet, omdat Felix veel alcohol heeft gedronken. Aan het einde van de film zitten beiden aan een oever en kijken uit over een in duisternis gehulde rivier.

## Rolverdeling
- Max Mauff als Felix
- Aisawanya Areyawattana als Fai
- Victoria Trauttmansdorff als Annegret
- Uwe Preuss als Ulrich
- Marcel Glauche als Tommy